# Giải bóng đá hạng nhì quốc gia Cộng hòa Síp 1957–58
Giải bóng đá hạng nhì quốc gia Cộng hòa Síp 1957–58 là mùa giải thứ năm của bóng đá hạng nhì Cộng hòa Síp. Orfeas Nicosia giành danh hiệu đầu tiên.

## Thể thức thi đấu
Có 9 đội tham gia Giải bóng đá hạng nhì quốc gia Cộng hòa Síp 1956–57. Giải được chia thành 2 bảng theo khu vực địa lý, phụ thuộc vào các Quận Cộng hòa Síp mà mỗi đội đến từ đó đó. Tất cả các đội trong một bảng thi đấu hai lần, một lần sân nhà và một lần sân khách. Đội nhiều điểm nhất sẽ lên ngôi vô địch. Đội vô địch mỗi bảng sẽ thi đấu với nhau trong giai đoạn cuối của giải và đội chiến thắng sẽ trở thành đội vô địch Hạng nhì. Đội vô địch thăng hạng Giải bóng đá hạng nhất quốc gia Cộng hòa Síp 1958–59, nhưng vì không tổ chức nên đội vô địch thăng hạng Giải bóng đá hạng nhất quốc gia Cộng hòa Síp 1959–60.

### Hệ thống điểm
Các đội bóng nhận được 2 điểm cho một trận thắng, 1 điểm cho một trận hòa và 0 điểm cho một trận thua.

## Thay đổi so với mùa giải trước
Các đội thăng hạng Giải bóng đá hạng nhất quốc gia Cộng hòa Síp 1957–58
- Apollon Limassol

Thành viên mới của CFA
- Amathus Limassol
- Enosis Agion Omologiton

Thêm vào đó, Antaeus Limassol giải thể.

## Sân vận động và địa điểm
| Bảng                       | Đội                              | Sân vận động           |
| -------------------------- | -------------------------------- | ---------------------- |
| Limassol-Larnaca-Paphos    | Alki Larnaca                     | GSZ Stadium (1928)     |
| Limassol-Larnaca-Paphos    | Amathus Limassol                 | GSO Stadium            |
| Limassol-Larnaca-Paphos    | APOP Paphos                      | GSK Stadium            |
| Limassol-Larnaca-Paphos    | Panellinios Limassol             | GSO Stadium            |
| Nicosia-Famagusta-Keryneia | Armenian Young Men's Association | GSP Stadium (1902)     |
| Nicosia-Famagusta-Keryneia | Enosis Agion Omologiton          | GSP Stadium (1902)     |
| Nicosia-Famagusta-Keryneia | Othellos Famagusta               | GSE Stadium            |
| Nicosia-Famagusta-Keryneia | Orfeas Nicosia                   | GSP Stadium (1902)     |
| Nicosia-Famagusta-Keryneia | PAEK                             | G.S. Praxander Stadium |

## Bảng Limassol-Larnaca-Paphos
Đội vô địch là Panellinios Limassol.

## Bảng Nicosia-Famagusta-Keryneia
Đội vô địch là Orfeas Nicosia.

## Playoff Vô địch
Orfeas Nicosia thắng hai lần Panellinios Limassol với các tỷ số 2-0 và 2-1. Orfeas Nicosia là đội vô địch Hạng nhì. Orfeas Nicosia thăng hạng Giải bóng đá hạng nhất quốc gia Cộng hòa Síp.